# アドインテ
株式会社アドインテ（英称：AdInte co.,ltd.、AdInte、アドインテ）は、店舗解析の「AIBeacon」/ジオターゲティング広告「AIGeo」を開発・提供を主とする企業である。本社は京都府京都市に所在し、東京及び大阪、名古屋、高知、韓国に支社がある。2018年8月にベクトル、ビジョン、三越伊勢丹イノベーションズ、UFI FUTECHから出資を受けている。